# Giuseppe Cossa
Giuseppe Cossa (Milano, 5 marzo 1803 – Milano, 4 ottobre 1885) è stato un archivista e bibliotecario italiano, primo docente incaricato per la Scuola di istituzioni diplomatico-paleografiche, l'antesignana della moderna Scuola di Archivistica, Paleografia e Diplomatica dell'Archivio di Stato di Milano.

## Biografia

### Formazione e l'attività di docente
Il nobile Giuseppe Cossa, figlio di Angelo e Teresa Bellini, mostrò fin da quando era studente un eclettismo culturale che spaziava dalle scienze empiriche fino a quelle umanistiche («era versatissimo nelle scienze sacre, nelle matematiche e nelle storico-archeologiche») e a quelle linguistiche, tanto che imparò «tutte le lingue europee...l'ebraico, l'armeno, il siriaco, l'arabo, il persiano, il turco». Divenuto «dottore in matematica» nel 1829 all'Università degli Studi di Pavia, fu poi assunto come funzionario archivista dell'Archivio Diplomatico nel 1831. Il Cossa, inoltre, era appena stato nominato «secondo sottobibliotecario» della Biblioteca Braidense nel 1842 (terrà l'incarico fino al 1864) quando il direttore generale degli archivi di Lombardia, Giuseppe Viglezzi (1832-1851), lo chiamò come incaricato della Scuola di istituzioni diplomatico-paleografiche quale professore di paleografia e diplomatica, affiancato in questo compito dal giovane Luigi Ferrario (1812-1871). Il programma formulato inizialmente dal Cossa risultava estremamente vasto e doveva comprendere nozioni di linguistica, di filologia e di altre materie che potevano essere considerate "ancellari" a quelle paleografiche-diplomatiche ma, a causa della ristrettezza del tempo a disposizione (tre lezioni alla settimana), il direttore della scuola dovette limitarsi all'esercitazione sui documenti archivistici conservati nei vari poli archivistici meneghini. L'incarico presso la scuola durò fino al 1863, rimanendo però socio corrispondente dell'Istituto Lombardo Accademia di Scienze e Lettere, «socio d'onore dell'Ateneo di Brescia e dei Quiriti di Roma e Membro effettivo della Regia Deputazione di Storia Patria di Torino».

### Famiglia
Giuseppe Cossa si sposò con Giustiniana Magnocavallo ed ebbe due figli: Alfonso (1833-1902), chimico, e Luigi (1831-1896), economista.

## Opere
Damiano Muoni riporta le seguenti opere del Cossa, oltre ad altre trovate su google.books e worldcat:
- Giuseppe Cossa, Elogio al marchese Ermes Visconti patrizio milanese, Milano, Tipografia di Giuditta Boniardi-Pogliani, 1842, OCLC 559706476.

- Giuseppe Cossa, Sull'arrivo e il pontificato di San Pietro in Roma, Milano, coi tipi della ditta Boniardi-Pogliani, 1847. URL consultato il 7 luglio 2018.
- Giuseppe Cossa e Pietro Monti, Studio sul Vocabolario Comasco, Milano, Tip. Bernardoni, 1847, OCLC 636125273.
- Giuseppe Cossa, Di alcuni luoghi abitati nell'agro milanese e comasco che dal Media Evo in poi cambiarono nome o più non esistono, in Giornale dell'I.R. Istituto lombardo di scienze, lettere ed arti, vol. 3, Milano, Tipografia Bernardoni, 1851, OCLC 903048650.
- Giuseppe Cossa, Intorno agli studj orientali e linguistici del signor G.J. Ascoli: e sulla linguistica in genere: considerazioni, in Giornale dell'I.R. Istituto lombardo di scienze, lettere ed arti, vol. 7, n. 39, Milano, Tip. Bernardoni, agosto 1855, OCLC 840679327.

- Giuseppe Cossa, Tre prelezioni ad altrettanti corsi di Paleografia e Diplomatica (1857-58, 1860-61, 1861-62), Modena, Tip. degli eredi Soliani, 1862, SBN LO10542945.